# Jason Bartlett (baseball)
Pour les articles homonymes, voir Jason Bartlett et Bartlett.
Jason Alan Bartlett (né le 30 octobre 1979 à Mountain View, Californie, États-Unis) est un joueur arrêt-court de baseball qui évolue en Ligue majeure de 2004 à 2014 avec les Twins du Minnesota, les Rays de Tampa Bay et les Padres de San Diego.

## Carrière

### Twins du Minnesota
Jason Bartlett est drafté le 5 juin 2001 par les Padres de San Diego. Encore joueur de Ligues mineures, il est échangé le 12 juillet 2002 aux Twins du Minnesota contre Brian Buchanan.
Il débute en Ligue majeure le 3 août 2004.
Il est transféré avec le lanceur Matt Garza chez les Rays de Tampa Bay le 28 novembre 2007 en retour de Delmon Young, Jason Pridie et Brendan Harris.

### Rays de Tampa Bay

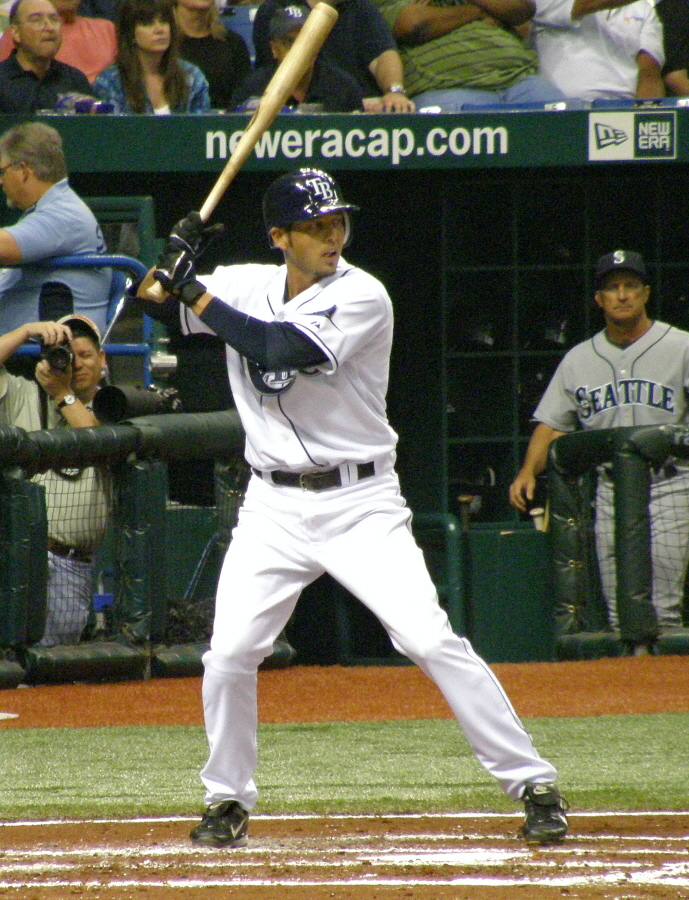
Jason Bartlett en 2008 avec les Rays.

#### Saison 2008
Bartlett signe une belle saison en 2008 lui valant une 18e place lors du vote pour désigner le meilleur joueur de l'année en Ligue américaine. Il maintient une moyenne au bâton de ,286. Il aide les Rays à remporter le premier championnat de division de leur histoire et à atteindre la Série mondiale 2008. Il frappe un circuit dans la Série de championnat face aux Red Sox de Boston et fait marquer deux points dans la série finale contre les Phillies de Philadelphie, tombeurs des Rays en cinq matchs.

#### Saison 2009
En 2009, Bartlett est parmi les meneurs de la Ligue américaine pour la moyenne au bâton, frappant pour ,320 en 137 parties. Il réussit des sommets personnels de 160 coups sûrs et 66 points produits. Il fait suite à deux saisons de 20 buts volés ou plus avec une année de 30 buts volés pour les Rays, bon pour le 8e rang de l'Américaine.

#### Saison 2010
Cependant, ses statistiques offensives chutent en 2010, alors qu'il ne frappe que pour ,254 et produit 47 points. Malgré les six coups sûrs et la moyenne au bâton de ,400 de Bartlett en Série de division entre les Rays et les Rangers du Texas, Tampa Bay s'avoue vaincu en cinq parties.

### Padres de San Diego
Le 17 décembre 2010, les Rays échangent Bartlett aux Padres de San Diego contre quatre jeunes joueurs : les lanceurs droitiers Adam Russell et Brandon Gomes, le lanceur gaucher Cesar Ramos et le joueur de champ intérieur Cole Figueroa. Sa moyenne au bâton continue de dégringoler pour se chiffrer à ,245 en 2011. Il produit 40 points et vole 23 buts au cours de première saison à San Diego. En 2012, il ne frappe que pour ,133 en 83 présences au bâton avec San Diego. Il est libéré le 20 août.

### Retour chez les Twins du Minnesota
Blessé au genou en 2012, Bartlett est opéré et ne joue pas en 2013 durant une année où il est sans contrat jusqu'en novembre. En prévision de la saison 2014, il signe un contrat des ligues mineures avec le premier club pour lequel il avait évolué, les Twins du Minnesota mais ne joue que trois matchs, le dernier le 6 avril 2014. Il est libéré le 21 avril 2014 après avoir annoncé au club qu'il prenait sa retraite, près d'une décennie après son entrée dans les majeures,.

### Statistiques
En 892 parties jouées sur 10 saisons dans les majeures, Bartlett présente une moyenne au bâton de ,270 et un pourcentage de présence sur les buts de ,366. Il compte 849 coups sûrs, dont 156 doubles, 26 triples et 31 circuits, auxquels s'ajoutent 435 points marqués et 286 points produits. Il compte 123 buts volés en 160 tentatives. En éliminatoires, sa moyenne au bâton s'élève à ,273 en 24 matchs avec 21 coups sûrs, un circuit, deux buts volés, trois points produits et 8 points marqués.